# Proteuxoa stigmatucha
Proteuxoa stigmatucha är en fjärilsart som beskrevs av Turner 1939. Proteuxoa stigmatucha ingår i släktet Proteuxoa och familjen nattflyn. Inga underarter finns listade i Catalogue of Life.